# Japan Soccer League 1967
La stagione 1967 è stata la terza edizione della Japan Soccer League, massimo livello del campionato giapponese di calcio.

## Avvenimenti

### Antefatti
Il precampionato, caratterizzato dall'assenza di modifiche dal punto di vista regolamentare, vide lo Yanmar Diesel e il Mitsubishi Heavy Industries includere nella propria rosa, rispettivamente, Takaji Mori e Kunishige Kamamoto, assunti nelle rispettive aziende dopo essersi messi in evidenza nella precedente edizione della Coppa dell'Imperatore nella squadra dell'Università di Waseda.

### Il campionato
La prima giornata del campionato fu fissata per il 9 aprile 1967: la partenza fu nuovamente del Toyo Kogyo che, tallonato dal Furukawa Electric, riuscì ad arrivare all'11 giugno, ultima giornata del girone di andata, con due punti di vantaggio sui rivali (sconfitti per 4-2 nello scontro diretto). Nella seconda parte del torneo, svoltasi tra il 15 ottobre e il 26 novembre, il pareggio tra Toyo Kogyo e Furukawa Electric lanciò definitivamente la capolista verso il terzo titolo consecutivo.
La bagarre per l'assegnazione dei posti validi per l'accesso in Coppa dell'Imperatore fu rivoluzionata dalla rinuncia alla partecipazione di alcuni club: l'accesso fu quindi ottenuto dal Mitsubishi Heavy Industries, qualificatosi sul campo in virtù del terzo posto finale, da uno Yanmar Diesel mai entrato in lotta per l'obiettivo e dall'esordiente Nippon Kokan. Quest'ultima squadra, classificatasi in una posizione valida per l'accesso agli spareggi interdivisionali, riuscì ad ottenere la salvezza in massima serie grazie alla regola che prevedeva, in caso di parità, la permanenza delle due contendenti nelle rispettive serie. Non evitò la retrocessione il Toyoda Automated Loom Works, che riportò due nette sconfitte contro il Nagoya Bank.

## Squadre

### Profili
| Club partecipanti   | Club partecipanti | Città      | Stagione 1966                                           |
| ------------------- | ----------------- | ---------- | ------------------------------------------------------- |
| Furukawa Electric   | dettagli          | Ichihara   | 3° in Japan Soccer League                               |
| Hitachi Head Office | dettagli          | Koganei    | 5° in Japan Soccer League                               |
| Mitsubishi HI       | dettagli          | Saitama    | 4° in Japan Soccer League                               |
| Nippon Kokan        | dettagli          | Kawasaki   | 2° in All Japan Senior Football Championship (promosso) |
| Toyo Kogyo          | dettagli          | Hiroshima  | Campione del Giappone                                   |
| Toyoda ALW          | dettagli          | Kariya     | 6° in Japan Soccer League                               |
| Yanmar Diesel       | dettagli          | Osaka      | 8° in Japan Soccer League                               |
| Nippon Steel        | dettagli          | Kitakyūshū | 2° in Japan Soccer League                               |

### Allenatori
| Club                | Allenatore          |
| ------------------- | ------------------- |
| Furukawa Electric   | Shigeo Yaegashi     |
| Hitachi Head Office | Kotaro Hattori      |
| Mitsubishi HI       | Hiroshi Ninomiya    |
| Nippon Kokan        | Susumi Chida        |
| Toyo Kogyo          | Yukio Shimomura     |
| Toyoda ALW          | Yamada              |
| Yanmar Diesel       | Kenji Onitake       |
| Nippon Steel        | Tadashige Teranishi |

## Classifica finale
|                     | Pos. | Squadra             | Pt | G  | V  | N | P  | GF | GS | DR  |
| ------------------- | ---- | ------------------- | -- | -- | -- | - | -- | -- | -- | --- |
| Giappone (bandiera) | 1.   | Toyo Kogyo          | 22 | 14 | 10 | 2 | 2  | 37 | 16 | +22 |
|                     | 2.   | Furukawa Electric   | 20 | 14 | 8  | 4 | 2  | 39 | 22 | +12 |
|                     | 3.   | Mitsubishi HI       | 19 | 14 | 9  | 1 | 4  | 38 | 19 | +19 |
|                     | 4.   | Nippon Steel        | 18 | 14 | 8  | 2 | 4  | 29 | 22 | +7  |
|                     | 5.   | Yanmar Diesel       | 14 | 14 | 6  | 2 | 6  | 28 | 27 | +1  |
|                     | 6.   | Hitachi Head Office | 12 | 14 | 5  | 2 | 7  | 26 | 27 | -1  |
|                     | 7.   | Nippon Kokan        | 5  | 14 | 2  | 1 | 11 | 16 | 40 | -24 |
|                     | 8.   | Toyoda ALW          | 2  | 14 | 0  | 2 | 12 | 12 | 52 | -40 |

Legenda:

         Campione del Giappone e qualificata in Coppa dell'Imperatore 1967
         Ammessa in Coppa dell'Imperatore 1967
         Retrocessa nei campionati regionali
Note:
Due punti a vittoria, uno a pareggio, zero a sconfitta.

## Risultati

### Tabellone
|                     | Toy  | Fur  | MHI  | Yaw  | Yan  | Hit  | Nkk  | TLW  |
| ------------------- | ---- | ---- | ---- | ---- | ---- | ---- | ---- | ---- |
| Toyo Kogyo          | –––– | 4-2  | 1-2  | 2-0  | 3-0  | 3-1  | 6-1  | 3-0  |
| Furukawa Electric   | 2-2  | –––– | 1-6  | 3-0  | 3-1  | 3-3  | 2-0  | 5-1  |
| Mitsubishi HI       | 2-3  | 3-3  | –––– | 1-2  | 1-0  | 1-2  | 3-1  | 4-0  |
| Yawata Steel        | 0-1  | 1-3  | 3-2  | –––– | 2-2  | 4-1  | 2-1  | 3-1  |
| Yanmar Diesel       | 3-2  | 0-4  | 2-3  | 1-4  | –––– | 2-1  | 1-1  | 3-2  |
| Hitachi Head Office | 0-1  | 1-1  | 1-4  | 1-2  | 0-3  | –––– | 5-2  | 2-0  |
| Nippon Kokan        | 0-3  | 0-5  | 0-1  | 2-5  | 0-4  | 0-1  | –––– | 4-1  |
| Toyoda ALW          | 3-3  | 0-2  | 0-5  | 1-1  | 1-6  | 1-7  | 1-4  | –––– |

### Spareggi promozione/salvezza
|               |     |               | Città e data               |
| ------------- | --- | ------------- | -------------------------- |
| Nippon Kokan  | 2-3 | Toyota Motors | Nagoya, 7 dicembre 1967    |
| Toyoda ALW    | 0-3 | Nagoya Bank   | Kariya, 10 dicembre 1967   |
|               |     |               |                            |
| Toyota Motors | 2-3 | Nippon Kokan  | Fujisawa, 14 dicembre 1967 |
| Nagoya Bank   | 3-0 | Toyoda ALW    | Nagoya, 16 dicembre 1967   |

## Statistiche

### Classifiche di rendimento
| \| Andata \| Andata \| Ritorno \| Ritorno \| \| \| \| \| \| \| Toyo Kogyo \| 12 \| Toyo Kogyo \| 10 \| \| Furukawa Electric \| 10 \| Furukawa Electric \| 10 \| \| Mitsubishi HI \| 10 \| Yawata Steel \| 10 \| \| Yawata Steel \| 9 \| Mitsubishi HI \| 9 \| \| Yanmar Diesel \| 6 \| Yanmar Diesel \| 8 \| \| Hitachi Head Office \| 5 \| Hitachi Head Office \| 7 \| \| Nippon Kokan \| 3 \| Nippon Kokan \| 2 \| \| Toyoda ALW \| 0 \| Toyoda ALW \| 2 \| |        |                     |         |
| Andata | Andata | Ritorno             | Ritorno |
| |        |                     |         |
| Toyo Kogyo | 12     | Toyo Kogyo          | 10      |
| Furukawa Electric | 10     | Furukawa Electric   | 10      |
| Mitsubishi HI | 10     | Yawata Steel        | 10      |
| Yawata Steel | 9      | Mitsubishi HI       | 9       |
| Yanmar Diesel | 6      | Yanmar Diesel       | 8       |
| Hitachi Head Office | 5      | Hitachi Head Office | 7       |
| Nippon Kokan | 3      | Nippon Kokan        | 2       |
| Toyoda ALW | 0      | Toyoda ALW          | 2       |

### Primati stagionali
| Record - Maggior numero di vittorie: Toyo Kogyo (10) - Minor numero di sconfitte: Toyo Kogyo e Furukawa Electric (2) - Miglior attacco: Furukawa Electric (39) - Miglior difesa: Toyo Kogyo (16) - Miglior differenza reti: Toyo Kogyo (+22) - Maggior numero di pareggi: Furukawa Electric (4) - Minor numero di pareggi: Mitsubishi HI e Nippon Kokan (1) - Maggior numero di sconfitte: Toyoda ALW (12) - Minor numero di vittorie: Toyoda ALW (2) - Peggior attacco: Toyoda ALW (12) - Peggior difesa: Toyoda ALW (52) - Peggior differenza reti: Toyoda ALW (-40) |

### Classifica marcatori
| Gol |  |  | Giocatore          | Squadra           |
| --- |  |  | ------------------ | ----------------- |
| 15  |  |  | Takeo Takahashi    | Furukawa Electric |
| 14  |  |  | Kunishige Kamamoto | Yanmar Diesel     |
| 13  |  |  | Hiroshi Ochiai     | Mitsubishi HI     |
| 11  |  |  | Yasuyuki Kuwahara  | Toyo Kogyo        |
| 10  |  |  | Teruki Miyamoto    | Nippon Steel      |